# C'è sempre il sole a Philadelphia
C'è sempre il sole a Philadelphia (It's Always Sunny in Philadelphia) è una sitcom statunitense prodotta dal 2005.
Ideata da Rob McElhenney e sviluppata dallo stesso McElhenney assieme a Glenn Howerton, la serie ha debuttato sul canale statunitense FX nell'agosto del 2005 (passando poi al canale gemello FXX dal 2013), ed è incentrata su quattro amici che gestiscono un pub irlandese a South Philadelphia. Gli episodi affrontano, con un approccio politicamente scorretto, temi quali aborto, razzismo, omosessualità, terrorismo, pedofilia, incesto, prostituzione, nazismo, necrofilia e molti altri.

## Trama
La serie ruota attorno alle vicende di quattro amici estremamente disonesti, nullafacenti, egoisti e manipolatori: Charlie Kelly, Mac McDonald, Dennis Reynolds e Dee Reynolds. Insieme gestiscono il Paddy's Pub, un pub irlandese nel sud di Filadelfia, e fra una bevuta e l'altra si confrontano su temi caldi e questioni personali. In ogni discorso cambiano rapidamente opinione a seconda delle circostanze, fregandosene di ogni possibile valore etico o morale. Dalla seconda stagione entra a far parte del gruppo il padre dei fratelli Reynolds, egoista e manipolatore come i figli.

## Episodi
| Stagione                 | Episodi | Prima TV USA | Prima TV Italia |
| ------------------------ | ------- | ------------ | --------------- |
| Prima stagione           | 7       | 2005         | 2008            |
| Seconda stagione         | 10      | 2006         | 2008            |
| Terza stagione           | 15      | 2007         | 2008-2009       |
| Quarta stagione          | 13      | 2008         | 2009-2010       |
| Quinta stagione          | 12      | 2009         | 2010            |
| Sesta stagione           | 14      | 2010         | 2011            |
| Settima stagione         | 13      | 2011         | 2013            |
| Ottava stagione          | 10      | 2012         | 2014            |
| Nona stagione            | 10      | 2013         | 2015            |
| Decima stagione          | 10      | 2015         | 2015            |
| Undicesima stagione      | 10      | 2016         | 2016            |
| Dodicesima stagione      | 10      | 2017         | 2017            |
| Tredicesima stagione     | 10      | 2018         | 2019            |
| Quattordicesima stagione | 10      | 2019         | 2024            |
| Quindicesima stagione    | 8       | 2021         | 2024            |
| Sedicesima stagione      | 8       | 2023         | 2024            |
| Diciassettesima stagione | 8       | 2024         | 2025            |

## Personaggi e interpreti
- Dennis Reynolds (stagione 1-in corso), interpretato da Glenn Howerton, doppiato da Marco Vivio.
Dennis è il co-proprietario del pub e il fratello gemello di Deandra. È il più istruito del gruppo, essendo laureato in psicologia all'università di Pennsylvania. A differenza dei suoi amici, non era un completo emarginato a scuola, pur non essendo popolare quanto lui pensava di essere. Incredibilmente vanitoso, narcisista ed egocentrico, si ritiene di una bellezza fuori dal normale ed è molto suscettibile a qualunque critica sul suo aspetto fisico. Frequentemente manipola le ragazze con cui esce e in una puntata si scopre che ha inventato un "sistema" ad arte per sedurre le donne e poi abbandonarle. Dennis condivide il suo appartamento con l'amico Mac.
- Charlie Kelly (stagione 1-in corso), interpretato da Charlie Day, doppiato da Francesco Pezzulli.
Charlie è un altro co-proprietario del pub nonché amico d'infanzia di Mac e Dennis. Forse il membro più sfortunato e patetico del gruppo, Charlie è alcolizzato, analfabeta, mantiene una scarsa igiene e vive nello squallore. L'unica donna che gli interessa è "La Cameriera" per cui nutre una malsana ossessione (al limite dello stalking), che però non lo sopporta e al contrario sembra attratta da Dennis. Seppur non molto intelligente, Charlie sembra avere un vero talento artistico ed è bravo a suonare il piano. Dalla seconda stagione condivide l'appartamento con l'amico Frank.
- Ronald "Mac" McDonald (stagione 1-in corso), interpretato da Rob McElhenney, doppiato da Fabrizio Vidale.
Mac è l'altro co-proprietario del pub. Figlio di uno spacciatore, è amico di Dennis fin dal liceo dove, a detta di quest'ultimo, era ridotto a vendere droga per essere accettato dai più popolari. Si vanta spesso di essere un duro, capace di fare a botte con chiunque, e porta magliette a maniche corte per mostrare i suoi "muscoli" ma in realtà non ha nessun tipo di capacità atletica né di forza fisica. Nonostante mostri uno scarso senso dell'etica, Mac è cattolico ed è l'unico membro del gruppo ad avere una fede religiosa. Ha un attaccamento morboso per il migliore amico Dennis.
- Deandra "Dee" Reynolds (stagione 1-in corso), interpretata da Kaitlin Olson, doppiata da Daniela Calò.
Deandra, detta Dee, è la principale barista e la sorella gemella di Dennis. Al contrario del fratello non ha mai finito l'università e ai tempi del liceo era un'emarginata, avendo la scoliosi e dovendo portare un busto ortopedico. Egocentrica come il fratello Dennis, Dee sogna di diventare attrice, pur non avendo nessun talento. Unica donna del gruppo, viene regolarmente presa in giro e insultata dagli altri per il suo aspetto fisico, mancanza di talento o anche per il solo fatto di essere una donna.
- Frank Reynolds (stagione 2-in corso), interpretato da Danny DeVito, doppiato da Giorgio Lopez (stagioni 2-14) e Carlo Valli (dalla stagione 15).
Frank è il padre (ma non biologico) dei gemelli Dennis e Dee. Dopo essere stato un importante uomo d'affari, grazie a operazioni illegali con personaggi discussi, si ritrova nel mezzo di una crisi di mezza età e si unisce al gruppo all'inizio della seconda stagione. Essendo un naturale manipolatore spesso si mette a capo dei numerosi complotti organizzati dal gruppo. Divide l'appartamento e il letto con Charlie.

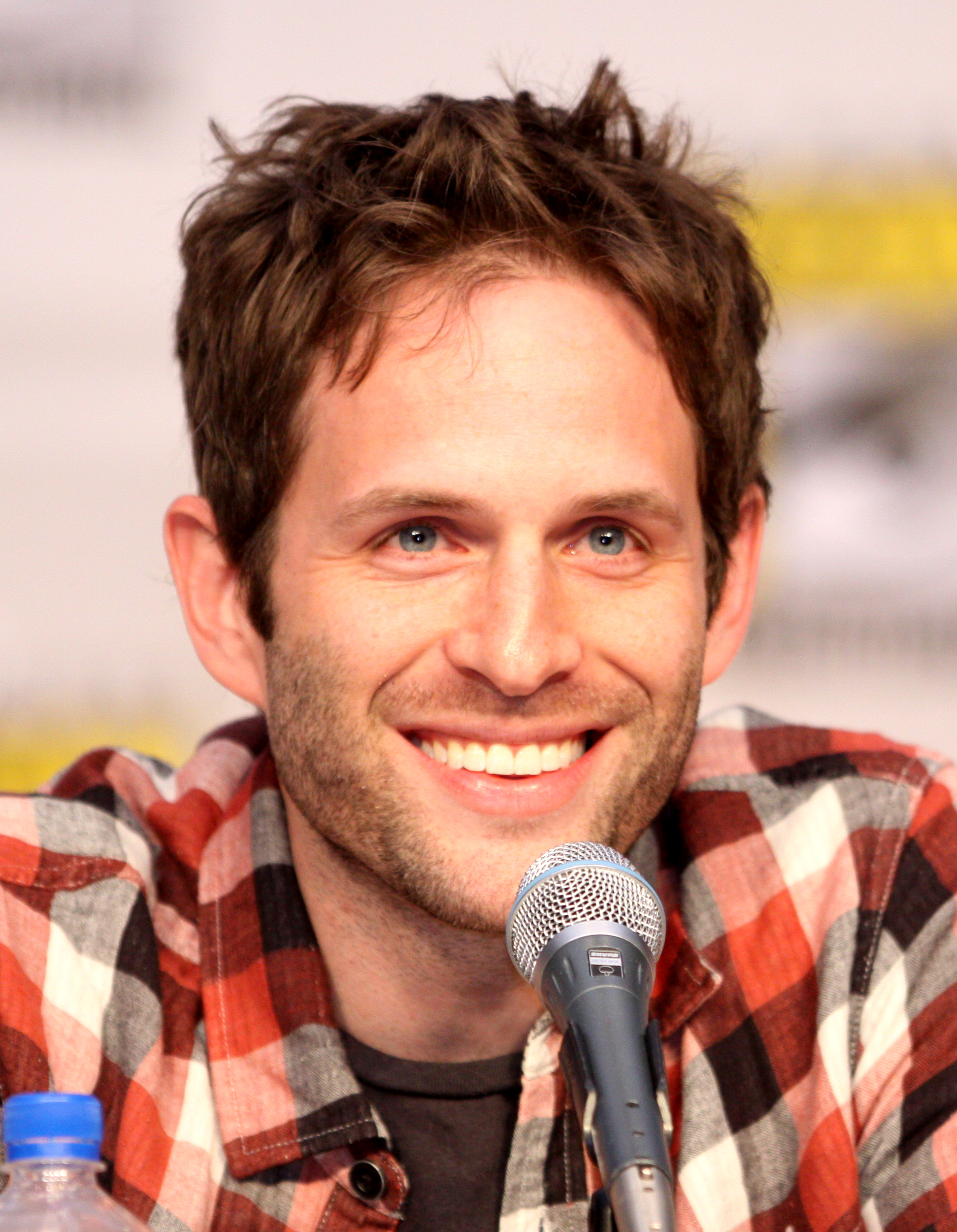
Glenn Howerton interpreta Dennis Reynolds
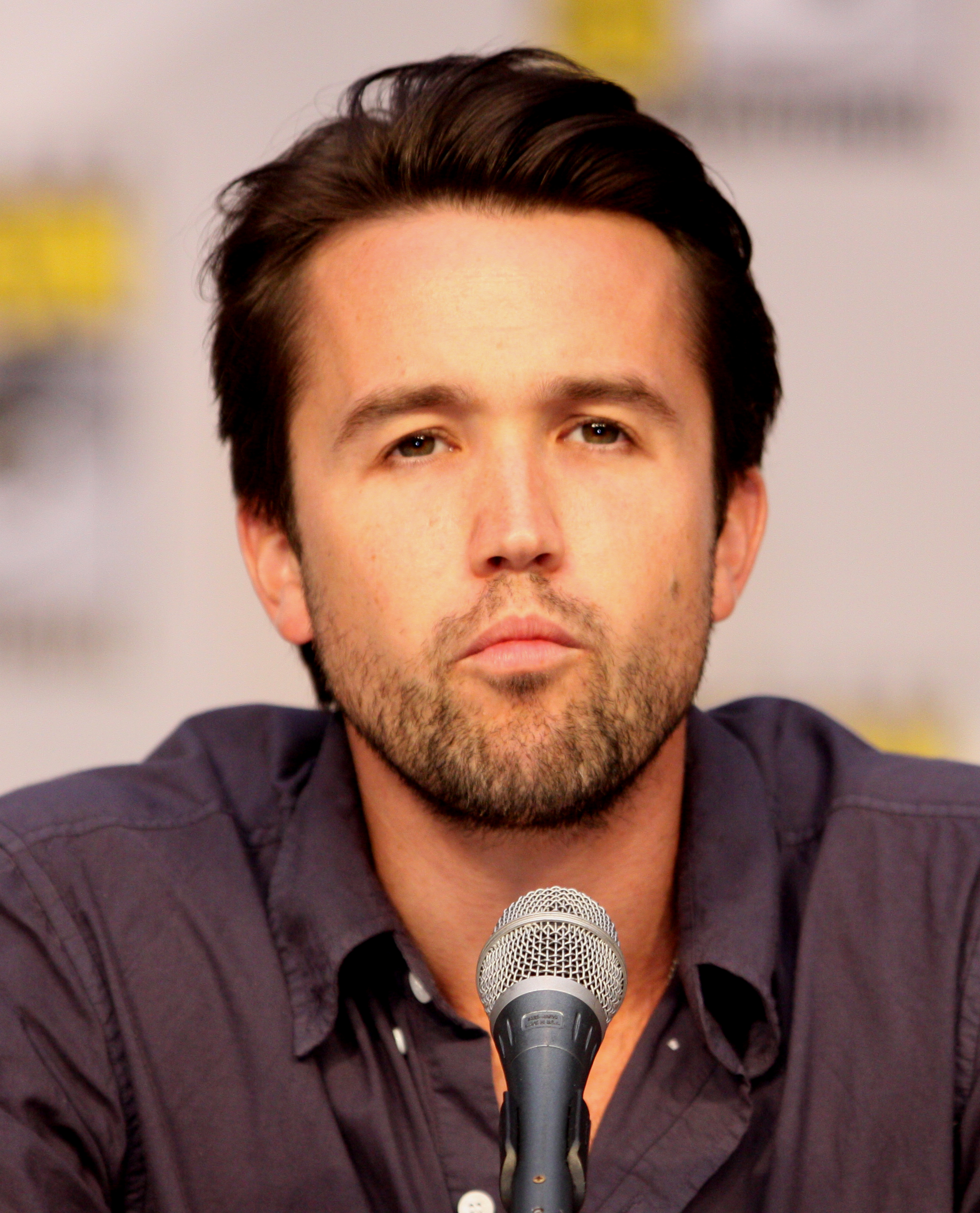
Rob McElhenney interpreta Mac
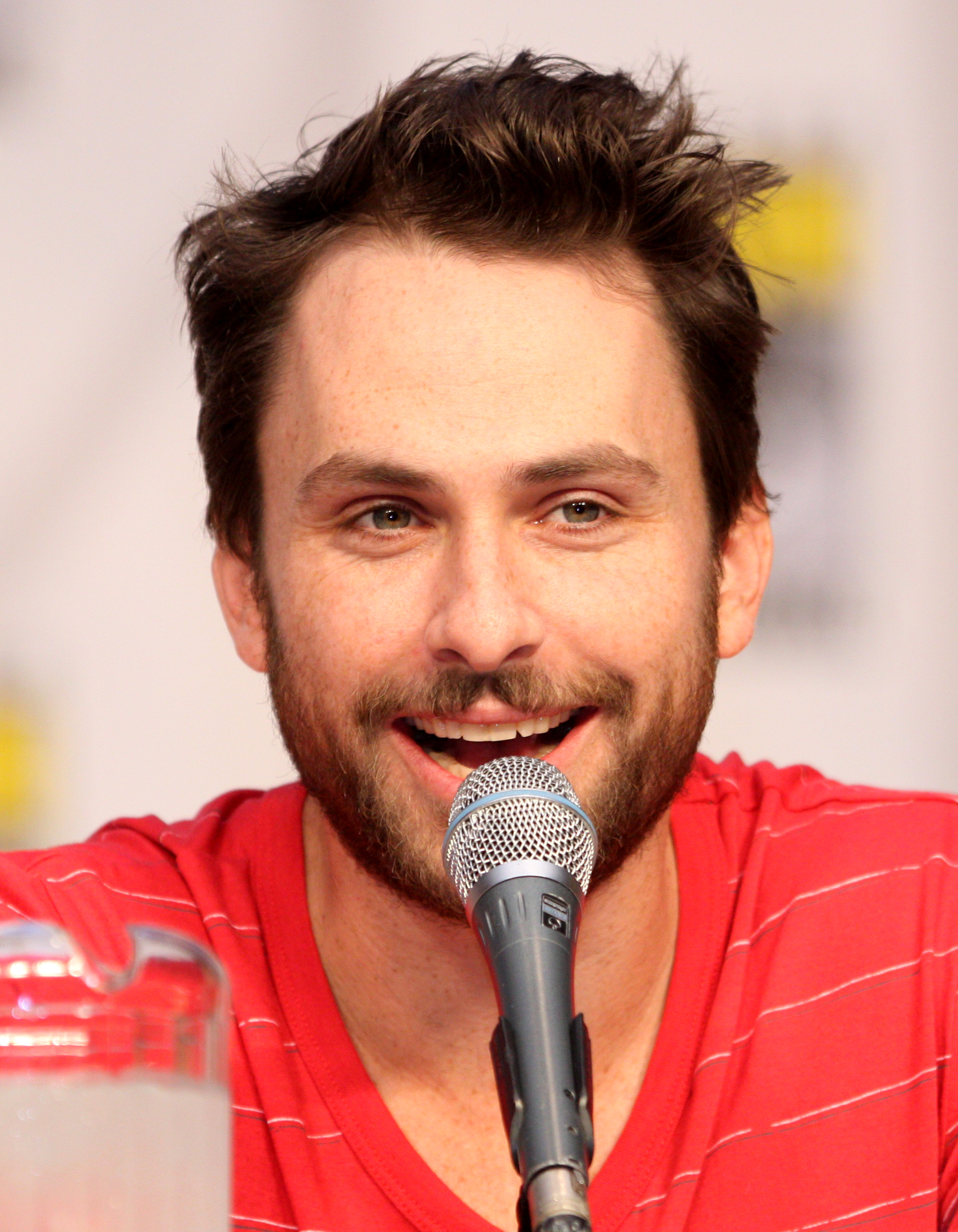
Charlie Day interpreta Charlie Kelly
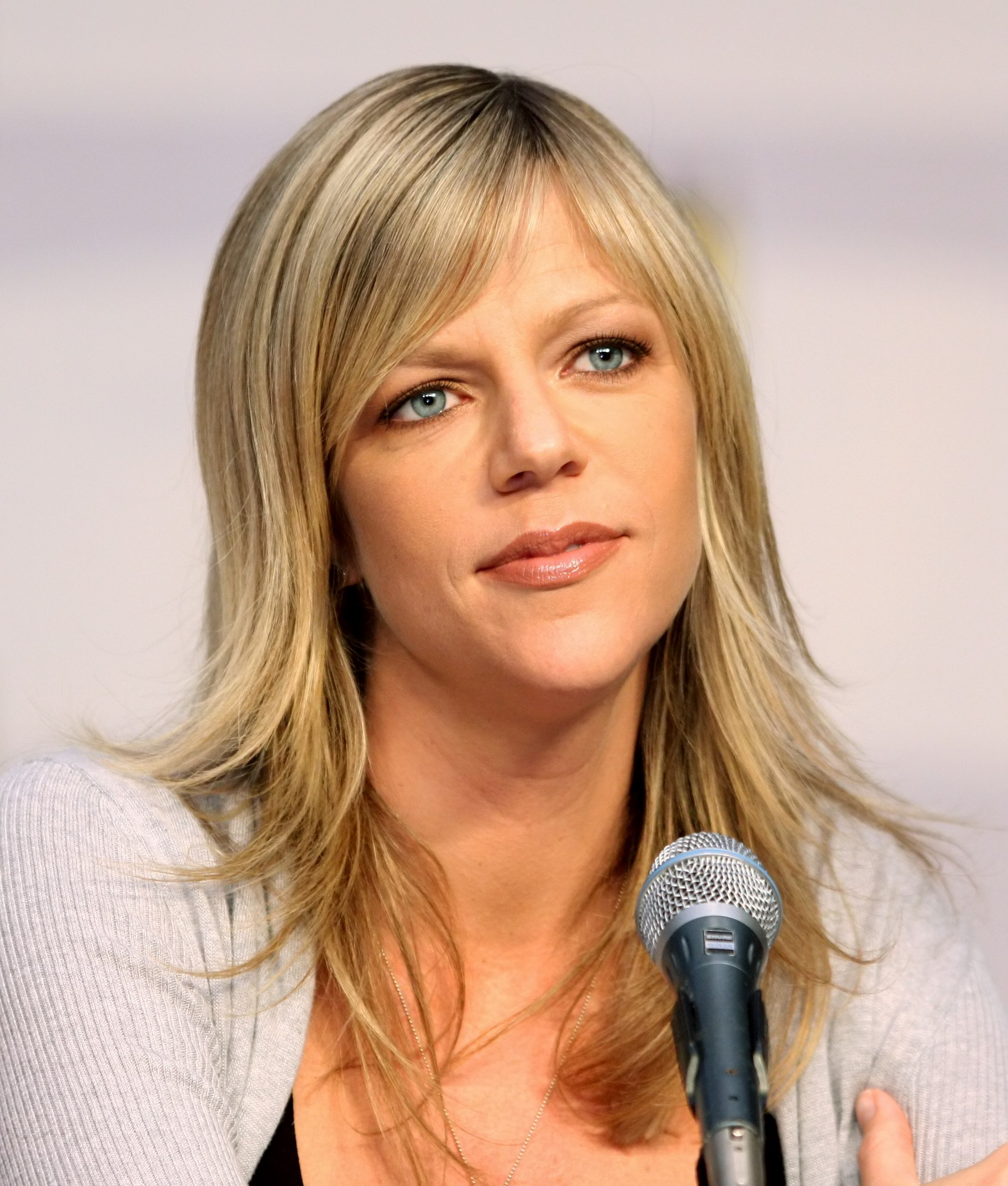
Kaitlin Olson interpreta Deandra Reynolds
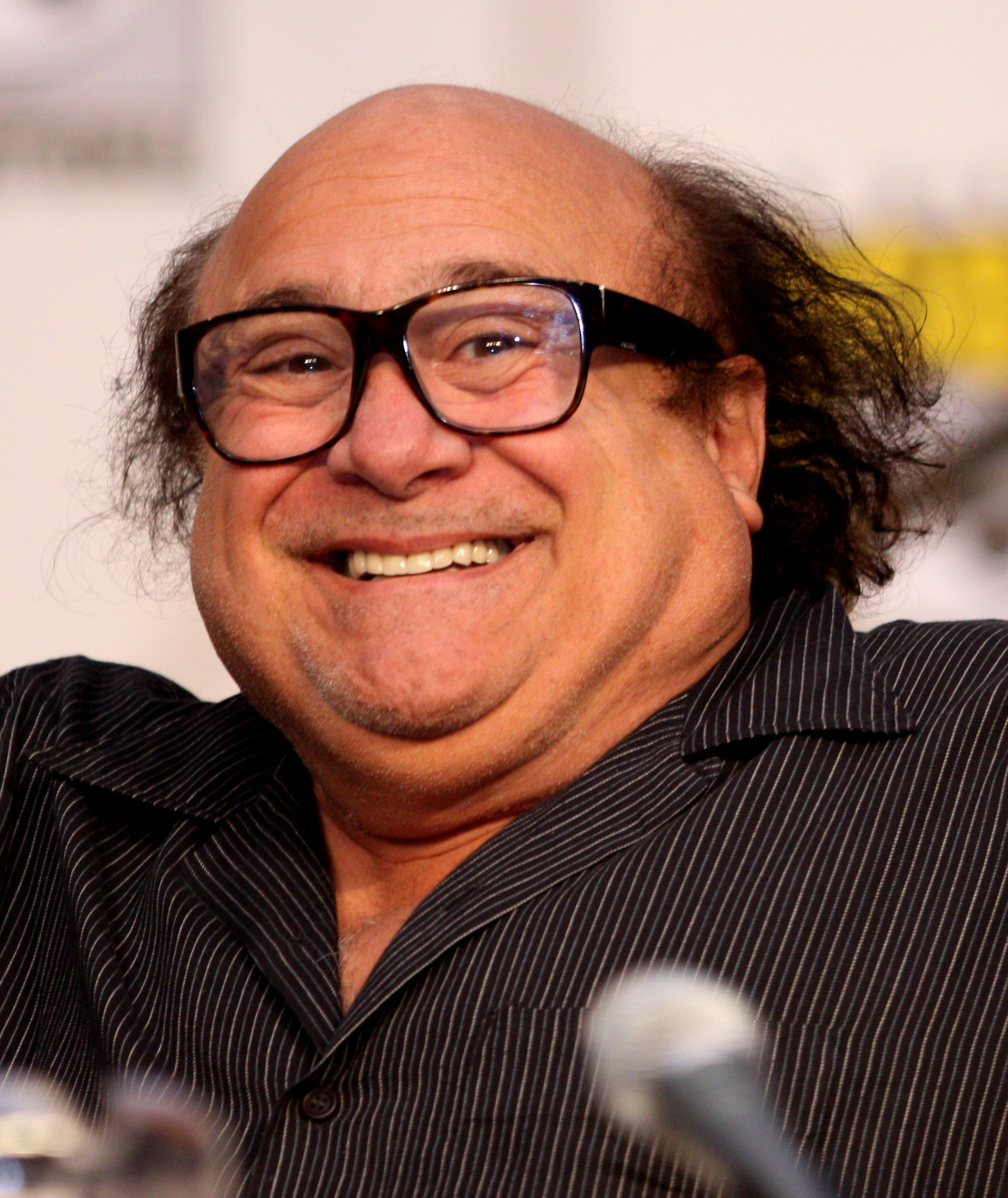
Danny DeVito interpreta Frank Reynolds

## Produzione

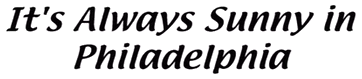
Logo della serie.

Inizialmente l'idea della serie, dal titolo di lavorazione The Jerks (letteralmente I cretini) prevedeva la realizzazione di un breve film per la televisione scritto da Rob McElhenney, da utilizzare come pilota della serie, riguardante un uomo che finge di avere il cancro con il proprio amico. In seguito l'idea si è trasformata nella realizzazione di un episodio pilota di circa 20 minuti intitolato It's Always Sunny on TV (traducibile con C'è sempre il sole in TV), e le vicende del film progettato sono state poi riutilizzate per il quarto episodio della stagione. L'episodio pilota era stato girato con una videocamera da Charlie Day, Glenn Howerton e Rob McElhenney a Los Angeles. In seguito è stato presentato a varie emittenti, mostrando il DVD del pilota ai dirigenti. L'episodio attirò infine l'attenzione dell'emittente FX, che ordinò una prima stagione. Sebbene è stato spesso detto che l'episodio pilota venne girato con 200 dollari, i realizzatori della serie hanno dichiarato che il costo fu molto più basso, in quanto le uniche spese furono le videocassette. Danny DeVito, che è entrato nel cast della serie dalla seconda stagione, ha detto a The Daily Show (3 agosto 2006) e al David Letterman Show (6 settembre 2007) che le spese furono solamente di 85 dollari. L'episodio originale a basso costo non è stato mai trasmesso in televisione: l'episodio venne rigirato con più fondi, spostando l'ambientazione da Los Angeles a Filadelfia.
A marzo 2017, dopo la conclusione della dodicesima stagione, Glenn Howerton ha rivelato che potrebbe non tornare alla serie, a causa del lavoro su altri progetti. In un'intervista dell'agosto 2017, Charlie Day ha detto che crede che Howerton tornerà e che non si sentirà in grado di continuare senza di lui.
Il 1 aprile 2016, la serie viene rinnovata per un totale di 14 stagioni. La quattordicesima stagione è stata trasmessa negli Stati Uniti d'America dal 25 settembre al 20 novembre 2019 su FXX.

## Trasmissione
La prima stagione è formata da sette episodi, il finale di stagione è andato in onda il 13 settembre 2005 negli Stati Uniti.
Secondo McElhenney, i giudizi sullo spettacolo erano stati sufficientemente buoni da indurre l'emittente FX a rinnovare la serie per una seconda stagione, che è stata trasmessa dal 29 giugno al 17 agosto 2006. Danny DeVito entrò a far parte del cast fisso nel ruolo del padre dei gemelli Dennis (interpretato da Glenn Howerton) e Dee (interpretata da Kaitlin Olson).
La terza stagione è andata in onda dal 13 settembre al 15 novembre 2007.
Il 15 luglio 2008 è stato dichiarato che FX ha ordinato 39 ulteriori episodi; ciò significa che la serie arriverà almeno alla settima stagione. Tutte le stagioni rimanenti saranno composte da 13 episodi. I cinque membri principali del cast sono stati confermati per l'intera programmazione.
La quinta stagione ha debuttato negli Stati Uniti il 17 settembre 2009, la sesta il 16 settembre 2010, la settima il 15 settembre 2011.
La serie è stata rinnovata per un'undicesima stagione e per una dodicesima stagione.
La dodicesima stagione è andata in onda negli Stati Uniti dal 4 gennaio all'8 marzo 2017.
Il 1 aprile 2016 la serie viene rinnovata per una tredicesima ed una quattordicesima stagione, cosa che la rende la sitcom live action più lunga della televisione americana.
Nell'aprile 2017, è stato annunciato da Kaitlin Olson che la serie avrebbe preso una lunga pausa, a causa degli impegni degli attori in altri progetti. La tredicesima stagione, dunque, potrebbe iniziare nel 2019.
Dal 2 ottobre 2017, la serie viene trasmessa anche sul canale statunitense Viceland.
Il 9 aprile 2020 è cominciata la scrittura della quindicesima stagione. Le riprese sono iniziate a maggio 2021 e terminate ad ottobre.
A gennaio 2023 sono cominciate le riprese della sedicesima stagione, che è stata presentata per la prima volta nel giugno 2023.
La diciassettesima stagione viene girata da ottobre a dicembre 2024, e andrà in onda nel giugno 2025. Il primo episodio sarà un cross-over con la serie Abbott Elementary.

### In Italia
In Italia la serie ha debuttato il 28 settembre 2008 su FX, la quale ha trasmesso le prime sei stagioni.
Dopo la chiusura del canale, la settima stagione è andata in onda in Italia su Cielo in orario notturno nel 2013.
L'ottava è stata trasmessa sul canale satellitare Fox nel 2014.
La nona stagione in Italia è stata messa in onda sul canale satellitare Fox Comedy a partire dal 2 febbraio 2015.
Dalla quattordicesima stagione, la serie è pubblicata su Disney+ dal 31 luglio 2024, insieme al resto delle stagioni (per anni non disponibili su nessun servizio in Italia).

## Musica
La sigla è "Temptation Sensation" del compositore tedesco Heinz Kiessling.
La colonna sonora della serie è stata pubblicata nel 2010.
It's Always Sunny in Philadelphia (Music from the Original TV Series)
| Tracce        | Tracce                                  | Tracce                        | Tracce |
| n°            | Titolo                                  | Artista                       | Durata |
| ------------- | --------------------------------------- | ----------------------------- | ------ |
| 1             | Temptation Sensation (Main Title Theme) | The Heinz Kiessling Orchestra | 2:53   |
| 2             | Derby Day                               | The Heinz Kiessling Orchestra | 2:39   |
| 3             | Blue Blood                              | The Heinz Kiessling Orchestra | 2:54   |
| 4             | On Your Bike                            | The Heinz Kiessling Orchestra | 2:15   |
| 5             | Take the Plunge                         | The Heinz Kiessling Orchestra | 3:10   |
| 6             | Hotsy-Totsy                             | The Heinz Kiessling Orchestra | 2:18   |
| 7             | Off Broadway                            | The Heinz Kiessling Orchestra | 2:31   |
| 8             | Coconut Shy                             | The Diamontinos               | 2:25   |
| 9             | Honey Bunch                             | The Ralph Manning Orchestra   | 2:44   |
| 10            | Glitterati Party                        | The Heinz Kiessling Orchestra | 2:51   |
| 11            | Singles Soiree                          | The Rüdiger Piesker Orchestra | 2:09   |
| 12            | Pink Deville                            | The Ole Olafsen Band          | 2:34   |
| 13            | Captain's Table                         | The Heinz Kiessling Orchestra | 2:44   |
| 14            | Starlet Express                         | The Heinz Kiessling Orchestra | 2:31   |
| 15            | Final Fling                             | The Heinz Kiessling Orchestra | 2:29   |
| 16            | Sweetheart Serenade                     | The Heinz Kiessling Orchestra | 2:54   |
| 17            | Tea at Tiffani's                        | The Heinz Kiessling Orchestra | 2:28   |
| 18            | Moonbeam Kiss                           | The Rüdiger Piesker Orchestra | 2:21   |
| 19            | Grand Central                           | The Heinz Kiessling Orchestra | 3:15   |
| Durata totale | Durata totale                           | Durata totale                 | 50:05  |

## Accoglienza
C'è sempre il sole a Philadelphia ha ricevuto il plauso della critica.
Emily Nussbaum di The New Yorker ha elogiato lo spettacolo, definendolo "non solo la migliore sitcom in televisione, ma una delle serie televisive più interessanti e ambiziose del momento".
| Stagione | Accoglienza          | Accoglienza                              | Accoglienza        | Accoglienza                         |
| Stagione | Rotten Tomatoes      | Rotten Tomatoes - Punteggio del pubblico | Metacritic         | Metacritic - Punteggio del pubblico |
| -------- | -------------------- | ---------------------------------------- | ------------------ | ----------------------------------- |
| 1        | 78% (18 recensioni)  | 88% (250+ recensioni)                    | 64 (23 recensioni) | 9.0 (298 recensioni)                |
| 2        | 95% (21 recensioni)  | 97% (250+ recensioni)                    | 70 (12 recensioni) | 9.0 (140 recensioni)                |
| 3        | 90% (20 recensioni)  | 97% (250+ recensioni)                    | -                  | 9.2 (125 recensioni)                |
| 4        | 100% (13 recensioni) | 98% (250+ recensioni)                    | 69 (5 recensioni)  | 9.1 (120 recensioni)                |
| 5        | 94% (17 recensioni)  | 97% (250+ recensioni)                    | 78 (6 recensioni)  | 9.1 (116 recensioni)                |
| 6        | 94% (16 recensioni)  | 97% (100+ recensioni)                    | 84 (4 recensioni)  | 9.0 (140 recensioni)                |
| 7        | 100% (13 recensioni) | 97% (250+ recensioni)                    | -                  | 8.5 (117 recensioni)                |
| 8        | 100% (14 recensioni) | 97% (100+ recensioni)                    | -                  | 9.0 (89 recensioni)                 |
| 9        | 100% (22 recensioni) | 97% (250+ recensioni)                    | 86 (4 recensioni)  | 8.4 (114 recensioni)                |
| 10       | 100% (14 recensioni) | 97% (250+ recensioni)                    | -                  | 8.0 (65 recensioni)                 |
| 11       | 100% (14 recensioni) | 97% (100+ recensioni)                    | -                  | 8.4 (59 recensioni)                 |
| 12       | 90% (21 recensioni)  | 92% (250+ recensioni)                    | -                  | 7.7 (49 recensioni)                 |
| 13       | 94% (16 recensioni)  | 76% (250+ recensioni)                    | -                  | 5.8 (31 recensioni)                 |
| 14       | 83% (21 recensioni)  | 86% (100+ recensioni)                    | -                  | 6.5 (12 recensioni)                 |
| 15       | 100% (7 recensioni)  | 71% (100+ recensioni)                    | -                  | 6.6 (5 recensioni)                  |
| 16       | 100% (9 recensioni)  | 79% (100+ recensioni)                    | 82 (4 recensioni)  | 7.3 (7 recensioni)                  |

## Altri media

### Adattamento russo
Un adattamento russo della serie, intitolato "В Москве всегда солнечно" è stata trasmesso sul canale TNT dal 12 maggio al 5 giugno 2014.

### Libro
Un libro intitolato "The Gang Writes a Self-Help Book: The 7 Secrets of Awakening the Highly Effective Four-Hour Giant, Today" è stato pubblicato il 6 gennaio 2015.